# 名久田村
名久田村（なくたむら）は、群馬県の北西部、吾妻郡に属していた村。

## 地理
- 河川：名久田川、赤坂川

## 歴史
- 1889年（明治22年）4月1日 町村制施行により、平村、横尾村、大塚村、赤坂村、栃窪村が合併し吾妻郡名久田村が成立する。
- 1955年（昭和30年）4月15日 中之条町、沢田村、伊参村と合併し中之条町となる。